# Stazione di Bergün/Bravuogn
La stazione di Bergün/Bravuogn è una stazione ferroviaria della linea dell'Albula, in Svizzera. Serve il centro abitato di Bergün, frazione del comune di Bergün Filisur.

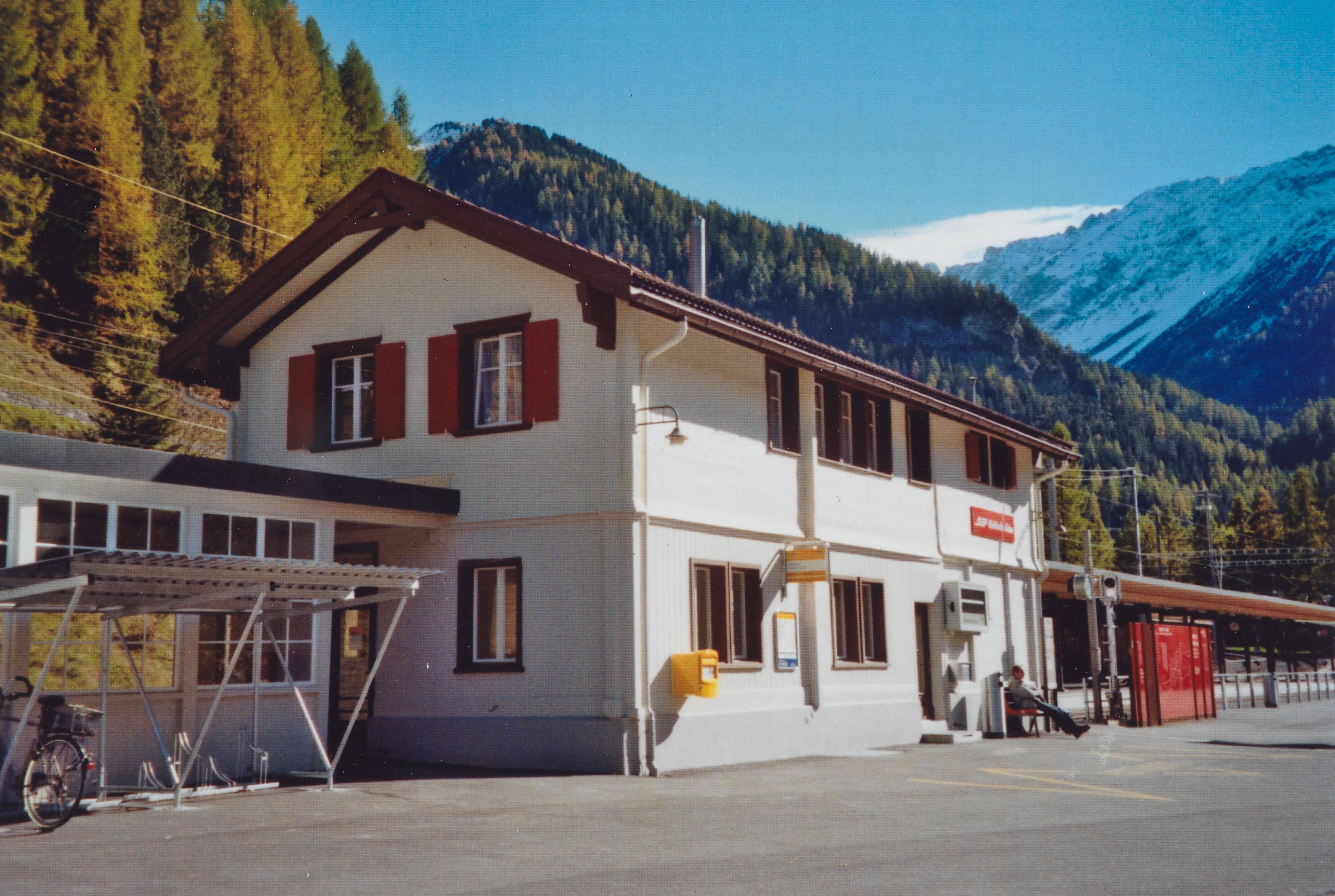
Nel 2012

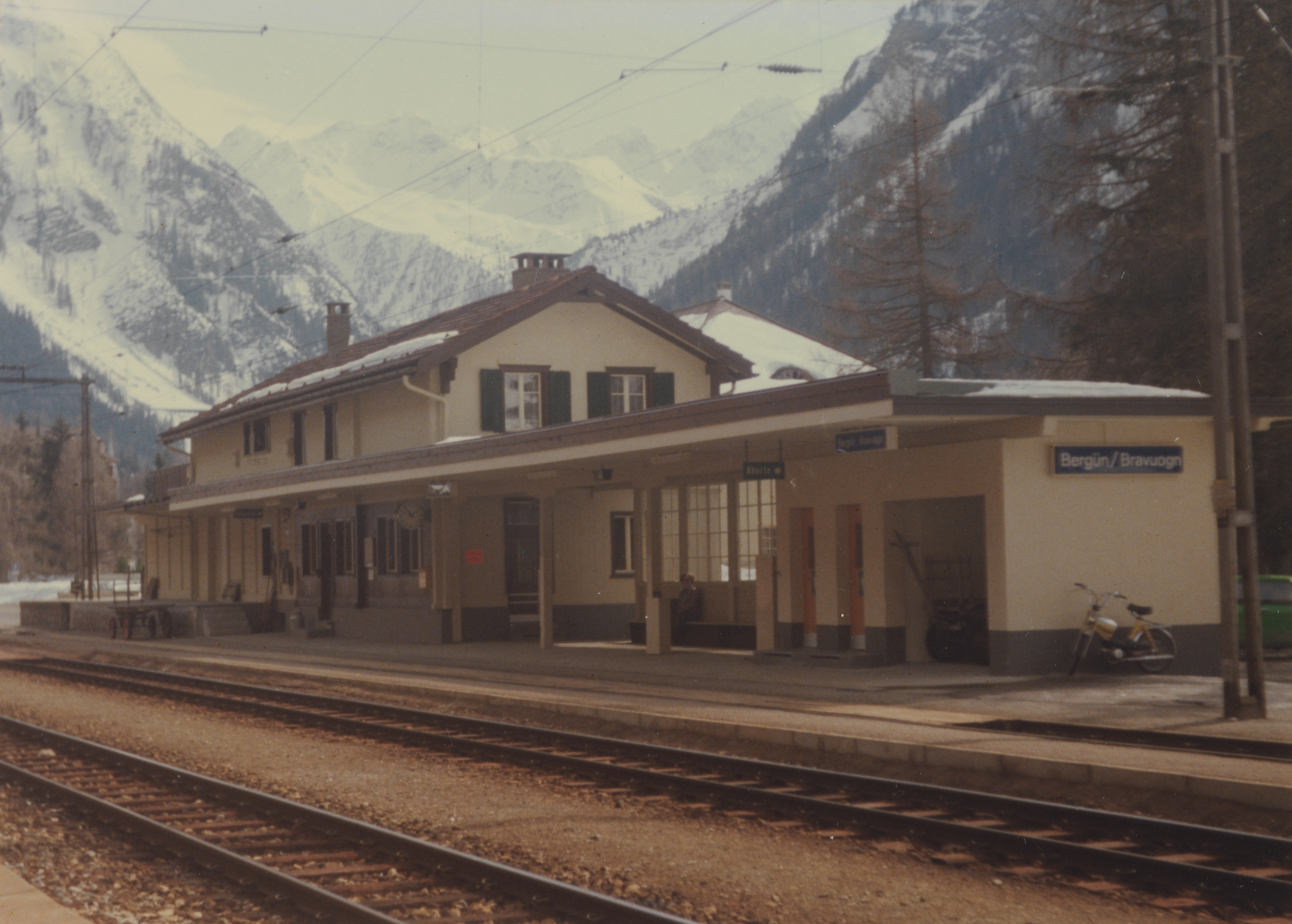
Nel 1977

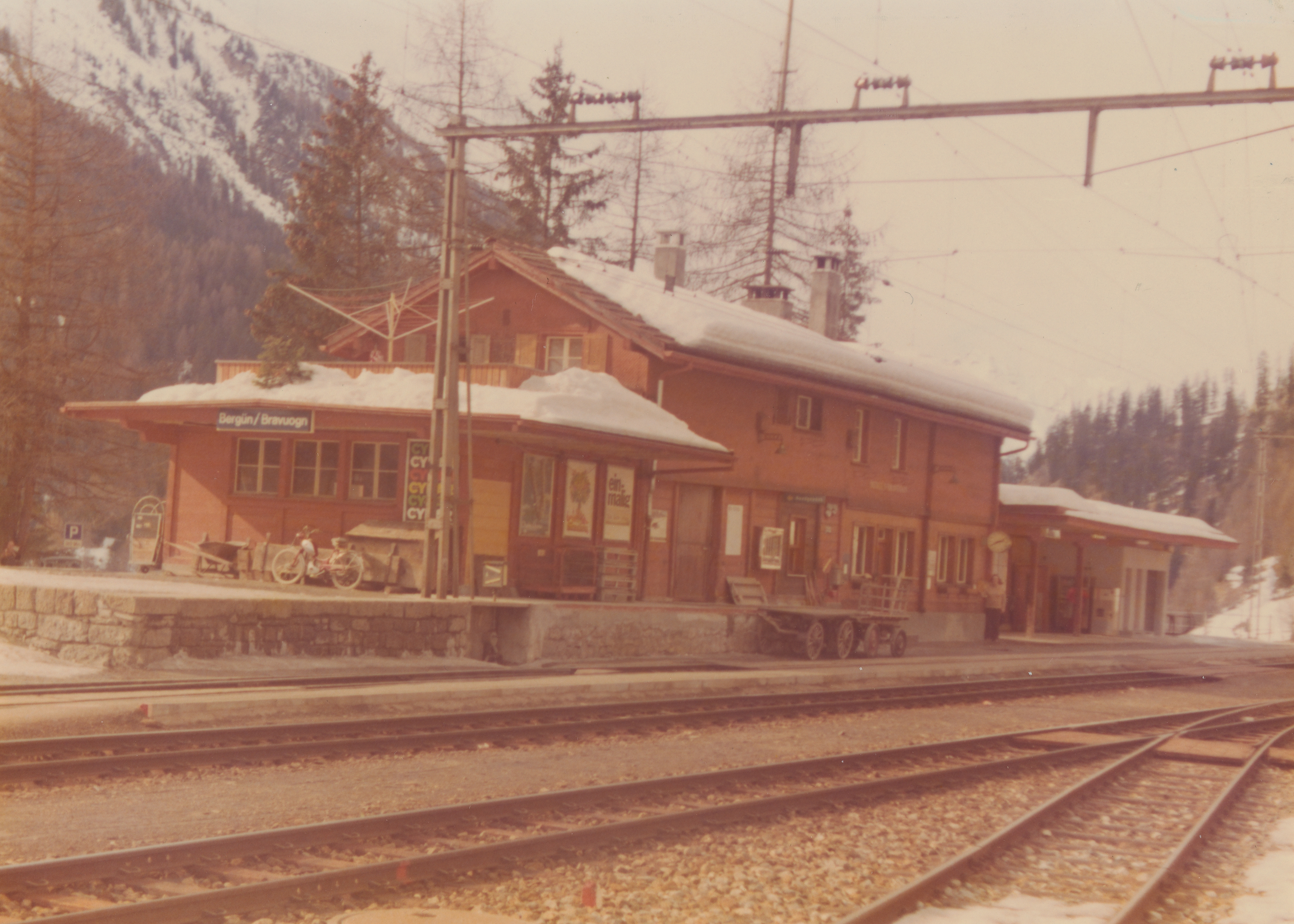
Nel 1975